# Amblyomma auricularium
Amblyomma auricularium är en fästingart som beskrevs av Conil 1878. Amblyomma auricularium ingår i släktet Amblyomma och familjen hårda fästingar. Inga underarter finns listade i Catalogue of Life.